# Quintero
Quintero – miasto w Chile, położone w zachodniej części regionu Valparaíso nad Pacyfikiem.

## Opis
Miejscowość została założona w 1865 roku. Obecnie miasto jest ośrodkiem turystycznym, położonym nad Oceanem Spokojnym.

## Demografia
Źródło.

## Atrakcje turystyczne
- Playa de Los Enamorados - Plaża[1]
- La Cueva Del Pirata - Punkt widokowy[2]
- Centro Recreativo Mantagua Codelco - Park[3]